# Dick Simon
Dick Simon (Sandy, Utah - 21 de setembro de 1933) foi um piloto de automobilismo americano e posterior dono da equipe Dick Simon Racing.
É considerado o piloto mais velho a ter competido nas 500 Milhas de Indianápolis. Tinha 55 anos de idade quando competiu nesse circuito em 1988, último ano em que participou como piloto.
Considerado um bom estrategista, tanto no início, como no fim das provas, Simon resolveu criar uma equipe, alavancando as carreiras na Champ Car de Stéphan Grégoire, Arie Luyendyk, Raul Boesel, entre outros. Também abrigou Lyn St. James, a segunda mulher a competir na categoria.
Vendeu sua equipe de corrida para Andy Evans, que formou a Scandia, em 1997. Voltou no final dos anos 90 e entrou em carros em 2000 e 2001.

## Carreira

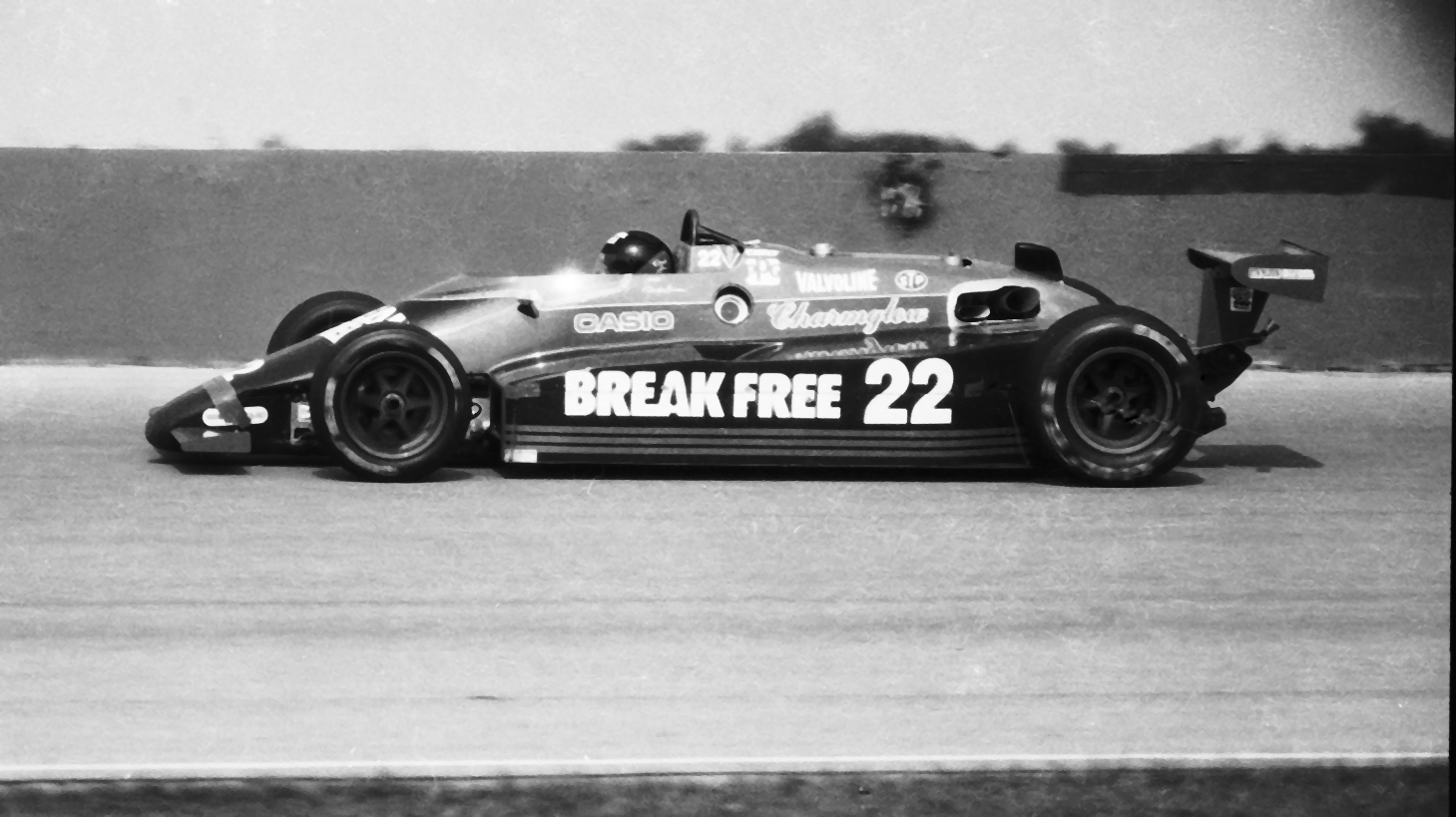
Carro de Dick Simon em 1984.

Simon fez sua primeira aparição na condução da Pacific Raceways em outubro de 1969. Falhou ao iniciar a corrida e não se classificou para outras duas naquela temporada. Fez sua estréia na primavera seguinte dirigindo um chassi Vollstedt, de segunda mão, no Phoenix International Raceway, mas foi parou por conta de problemas elétricos após apenas quatro voltas.
Estreou nas 500 Milhas de Indianápolis, terminando na 14ª posição. No autódromo de Ontário, em setembro, Simon conquistou sua melhor colocação, o 3º lugar, finalizando em 10º no USAC National Championship de 1970. Simon continuou marginalmente competitivo ao longo dos anos 1970. 
Em 1979, Simon preferiu permanecer na USAC por ocasião da sua separação com a CART. Sendo um dos poucos pilotos a completar a programação da USAC, Simon terminou em oitavo no campeonato. Em 1980, mudou-se para a Simon CART e continuou a ter pouco sucesso durante os anos 1980, permanecendo marginalmente competitivo. Conseguiu sua melhor performance na CART, em 1987, quando fez 11 partidas e registrou dois top-dez, incluindo um 6º lugar na Indy 500, o suficiente para o 20º no Campeonato da CART. Uma temporada parcial, em 1988, na qual terminou em nono na Indy 500 foi a sua última como piloto.
Em sua carreira Simon inclui 183 partidas (115 na USAC e 78 na CART) com mais de 19 temporadas entre 1970 e 1988. Na Indy 500 correu 17 vezes.

## Proprietário de equipe
Dick Simon criou a sua própria equipe de corrida no início de 1983 e logo depois começou a alugar carros para pilotos. A Dick Simon Racing passou a ser uma das mais competitivas, oferecendo assentos de corrida para esses condutores quase sempre com chassis March e Lola e um competitivo conjunto de motor. Em 1989, com Scott Brayton e Arie Luyendyk, a equipe passou à frente do pelotão. Simon disponibilizou um carro no Indianapolis 1992 500 para Lyn St. James, que se tornou a segunda mulher a dirigir na corrida. Raul Boesel, que terminou em 5º com três segundos lugares, consegue o melhor resultado da da temporada. A equipe teve um 1995 difícil e Simon vendeu a equipe para Andy Evans, que a transformou em Scandia. Simon tentou uma volta para a Indy Racing League IndyCar Series, em 1999, mas sem sucesso. A equipe foi fechada depois que o condutor Stéphan Grégoire não se classificou para as 500 Milhas de Indiánapolis em 2001.